# Landwirbeltiere
Als Landwirbeltiere oder Tetrapoda (altgriechisch τέτρα tetra, deutsch ‚vier‘ und πόδ- pod-, deutsch ‚Fuß‘) bzw. Tetrapoden fasst man in der biologischen Systematik die Wirbeltiere zusammen, die vier Gliedmaßen (Extremitäten) haben. Zu diesen Vierfüßern gehören die Amphibien (Amphibia), die Sauropsiden (Sauropsida) – inklusive der Reptilien im klassischen Sinne (Reptilia, paraphyletisch) und der Vögel (Aves) – und die Säugetiere (Mammalia) einschließlich des Menschen. Heute zählen etwa 35.000 Tierarten zu den Tetrapoden.
Im Lauf der Evolution haben einige Gruppen der Landwirbeltiere auch Gewässer und den Luftraum als Lebensraum erobert. Aufgrund der Anpassung an diese Lebensräume sowie an spezielle Lebensweisen ist die Bezeichnung „Vierfüßer“ nicht immer streng wörtlich zu nehmen. So sind bei den Schlangen alle vier Beine sekundär wieder verloren gegangen. Bei den Vögeln und Fledertieren (und auch bei den ausgestorbenen Flugsauriern) haben sich die Vorderbeine zu jeweils verschieden gebauten Flügeln entwickelt. Während die Amphibien als „primitivste“ Tetrapoden als Larven im Wasser leben und erst als erwachsene Tiere an Land gehen, sind einige Vertreter der „höheren“ Landwirbeltiere (Amnioten) wieder zum Leben im Wasser zurückgekehrt, entweder teilweise (Robben, Pinguine) oder vollständig (Wale, Seekühe, einige Seeschlangen). Bei den Robben sind die Füße zu Flossen umgestaltet, ebenso die beiden Vorderfüße bei den Walen und Seekühen – die hinteren wurden zurückgebildet.

## Merkmale
Für das Leben an Land sind eine Reihe von Anpassungen nötig. Die paarigen Flossen der Fische, Brust- und Bauchflossen, werden zu Armen (Vorderbeinen) mit Händen (Vorderfüßen) bzw. Beinen (Hinterbeinen) mit Füßen (Hinterfüßen). Der prinzipielle Aufbau des Innenskeletts dieser Gliedmaßen aus Oberarm/-schenkel, Unterarm/-schenkel und Hand/Fuß ist durch die Abstammung von bestimmten fischartigen Fleischflossern (vgl. Rhipidistia) bereits gegeben. Neu sind Ellenbogen-/Kniegelenke, Hand-/Fußgelenke und bewegliche Finger/Zehen. Als „primitives“ Merkmal rezenter Landwirbeltiere gilt eine Finger-/Zehenanzahl von fünf. Frühe Landwirbeltiere hatten allerdings mehr als fünf Finger/Zehen, Acanthostega hatte acht Finger, Ichthyostega sieben Zehen und Tulerpeton sechs Finger. Bei einigen Gruppen der rezenten Landwirbeltiere, z. B. bei bestimmten Schwanzlurchen, Vögeln, Paarhufern und Unpaarhufern, wurde die Anzahl der Finger/Zehen entweder im Zuge der Spezialisierung der Fortbewegung oder im Zuge einer allgemeinen Rückbildung der Gliedmaßen weiter reduziert.
Da der Körper außerhalb des Wassers deutlich weniger Auftrieb erfährt, muss das Skelett das Gewicht des Körpers tragen und Kompressions- und Dehnungsspannungen kompensieren, die durch Stehen und Gehen von den Gliedmaßen auf den Rumpf übertragen werden. Für die Stabilisierung des Rumpfes haben die Wirbel deshalb oft vergrößerte Kontaktflächen und verkürzte, aber kräftige Dornfortsätze als Ansatz für kräftige Rückenmuskeln. So ergibt sich zusammen mit den Extremitätengürteln und Extremitäten eine hängebrückenartige Konstruktion. Das Becken ist dabei über das Kreuzbein fest mit der Wirbelsäule verwachsen, der Schultergürtel ist nur über Muskeln und Bänder mit der Wirbelsäule verbunden.
Nahezu alle ausgewachsenen Landwirbeltiere nehmen Sauerstoff mithilfe von Lungen aus der Luft auf, auch die sekundär zum obligaten Wasserleben zurückgekehrten † Ichthyosaurier, Wale und Seekühe.
Körperteile und Organe, die nur bei einem dauerhaften Leben im Wasser vonnutzen sind, sind zurückgebildet: unpaare Flossen, Kiemen,  Branchiostegalapparat und Kiemendeckel (Operculum) sowie Seitenlinienorgan. Eine Ausnahme bezüglich der Präsenz von (allerdings freien, ungeschützten) Kiemen und eines Seitenlinienorgans bilden die primär wasserlebenden Larven der Lurche. Nur einige auch im ausgewachsenen Lebensstadium wasserlebenden Lurche, wie die Krallenfrösche oder der Axolotl, behalten ihr Seitenlinienorgan bzw. atmen zudem sogar zeitlebens durch Kiemen. Durch die Reduktion des Kiemendeckels ist der Schultergürtel nicht mehr fest mit dem Schädel verbunden. Im Ergebnis haben alle Landwirbeltiere einen mehr oder weniger stark ausgeprägten Hals.
Für die Wahrnehmung von Luftschall haben Landwirbeltiere ein Mittelohr. Es entspricht der Spiraculartasche der fischartigen Fleischflosser und ist durch ein Trommelfell nach außen abgeschlossen. Die Vibrationen des durch Schallwellen in Schwingung versetzten Trommelfells werden durch ein Knochenstäbchen, die Columella, auf das Innenohr übertragen. Die Columella entspricht dem Hyomandibulare der fischartigen Fleischflosser, einem relativ großen Knochen, über den der Kieferapparat (einschließlich des Gaumens) im Bereich des Kiefergelenks beweglich am Hirnschädel aufgehängt war. Der Funktionswechsel des Hyomandibulare wurde ermöglicht durch die bei den Landwirbeltieren mehr oder weniger starre Verbindung zwischen Oberkiefer-Gaumen-Komplex und Hirnschädel, der wiederum durch die Reduktion des Kiemenapparates möglich wurde. Säugetiere besitzen neben der Columella (Stapes) zwei weitere Gehörknöchelchen, die aus Knochen des Unterkiefers hervorgegangen sind: Hammer (Malleus) und Amboss (Incus).

## Entwicklungsgeschichte

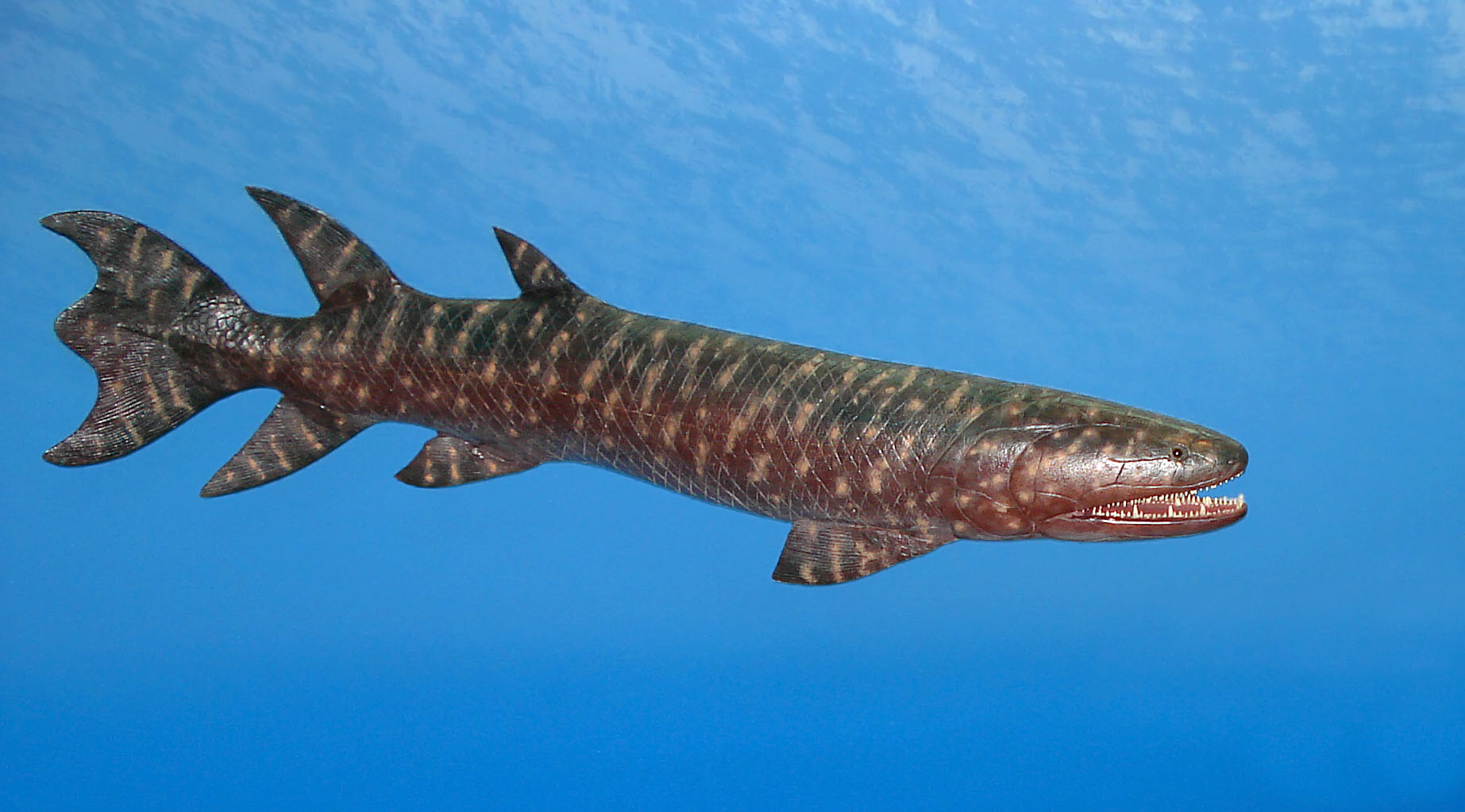
Eusthenopteron

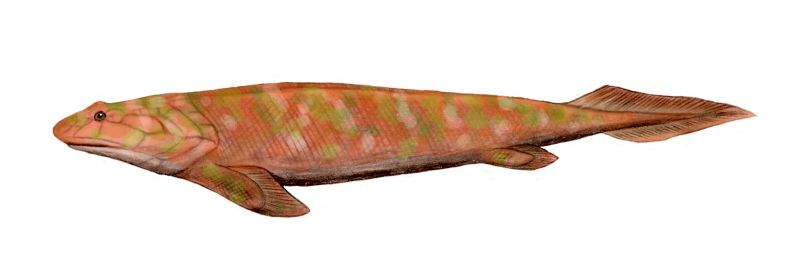
Panderichthys

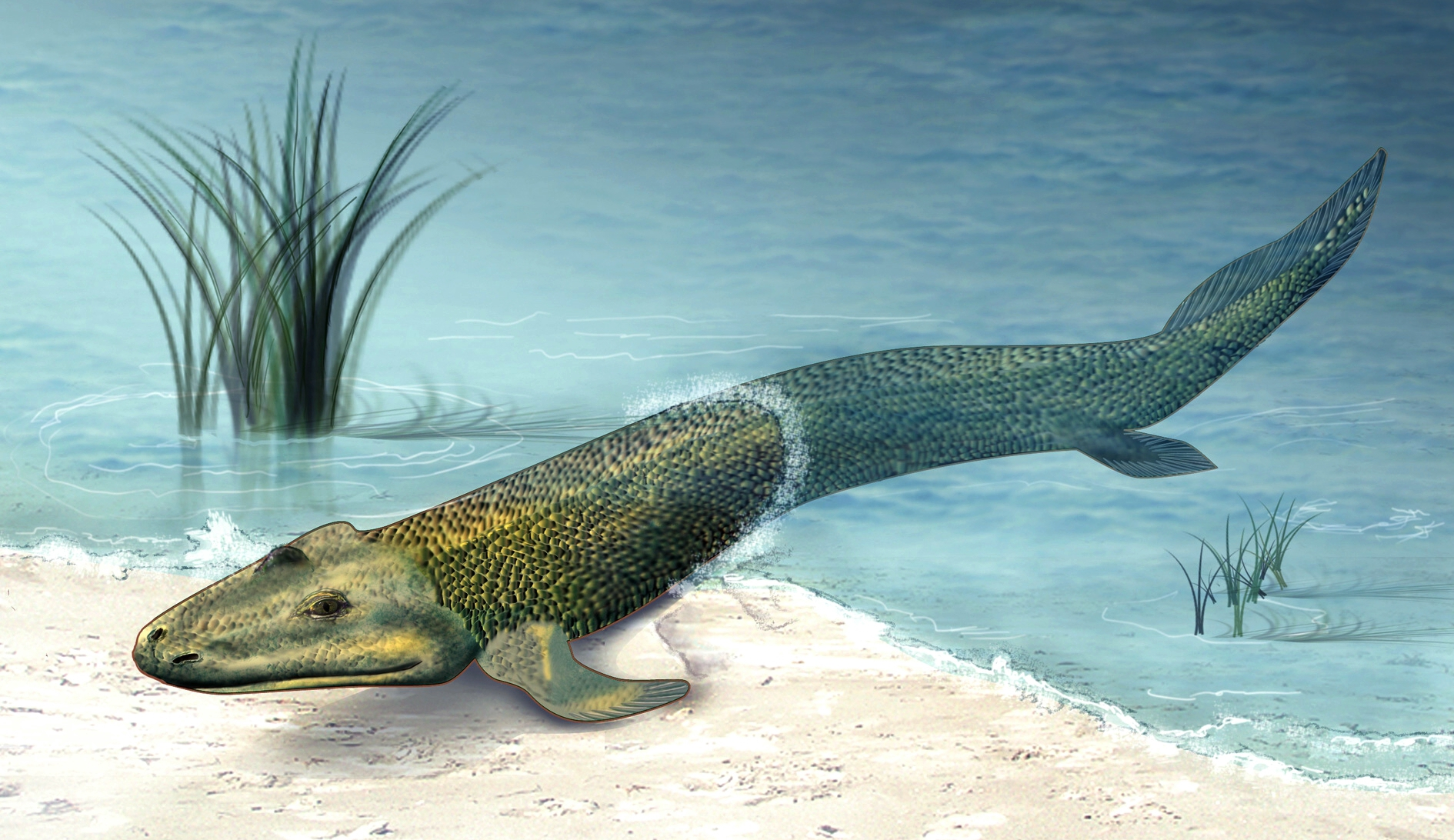
Tiktaalik

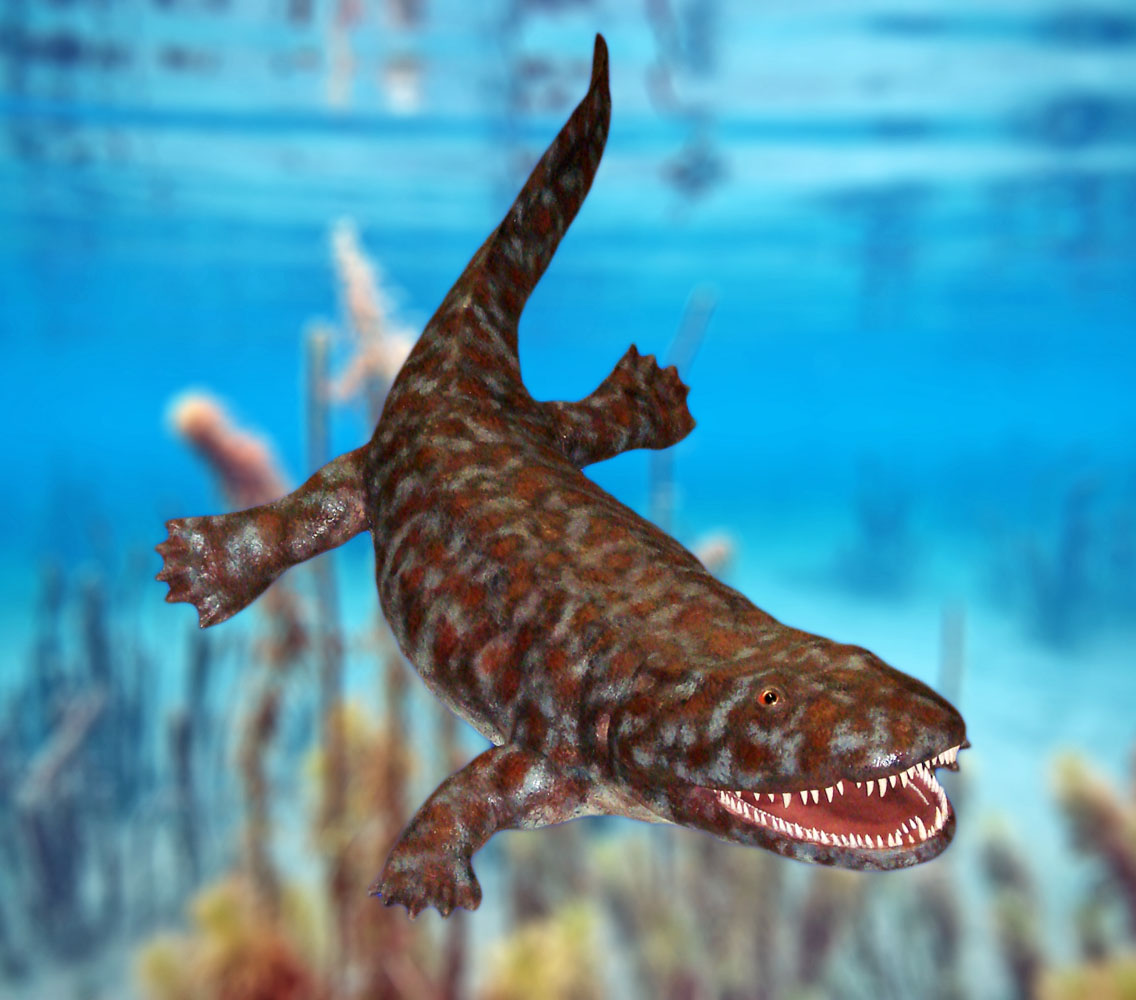
Ichthyostega

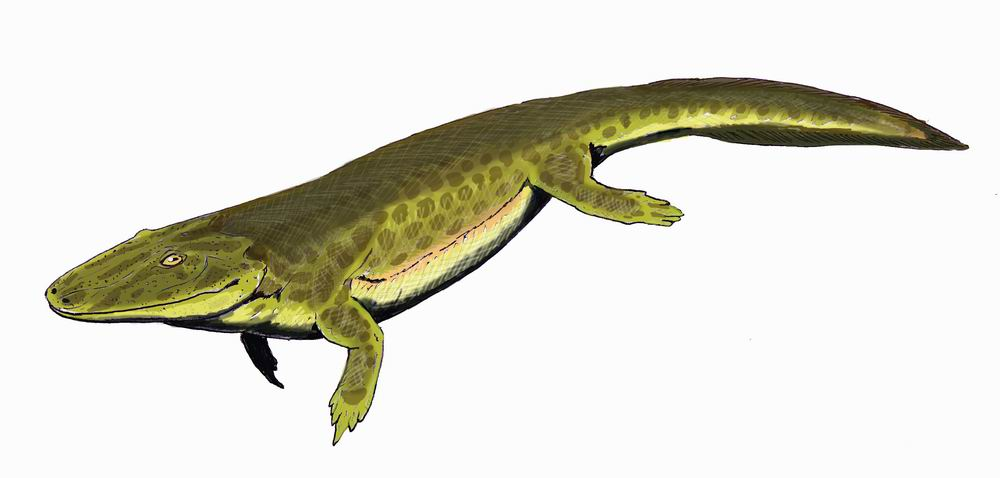
Tulerpeton

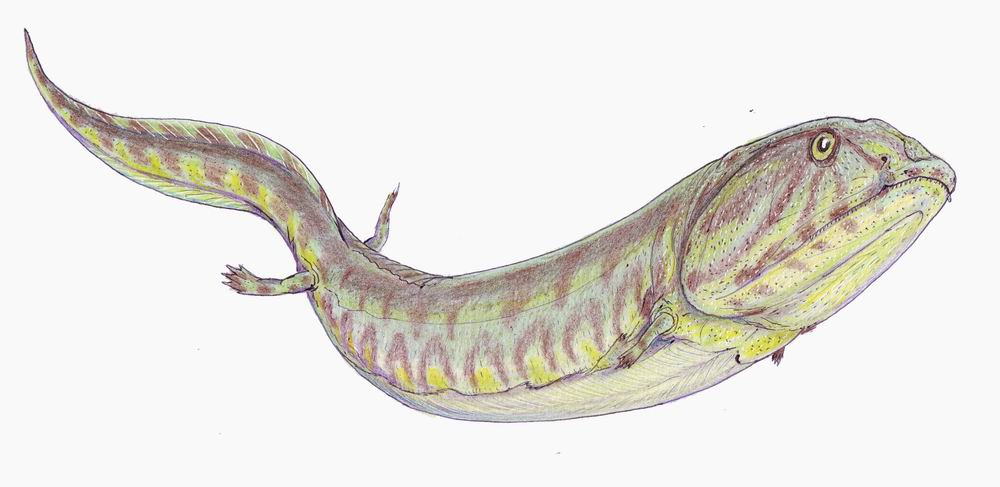
Crassygyrinus scoticus

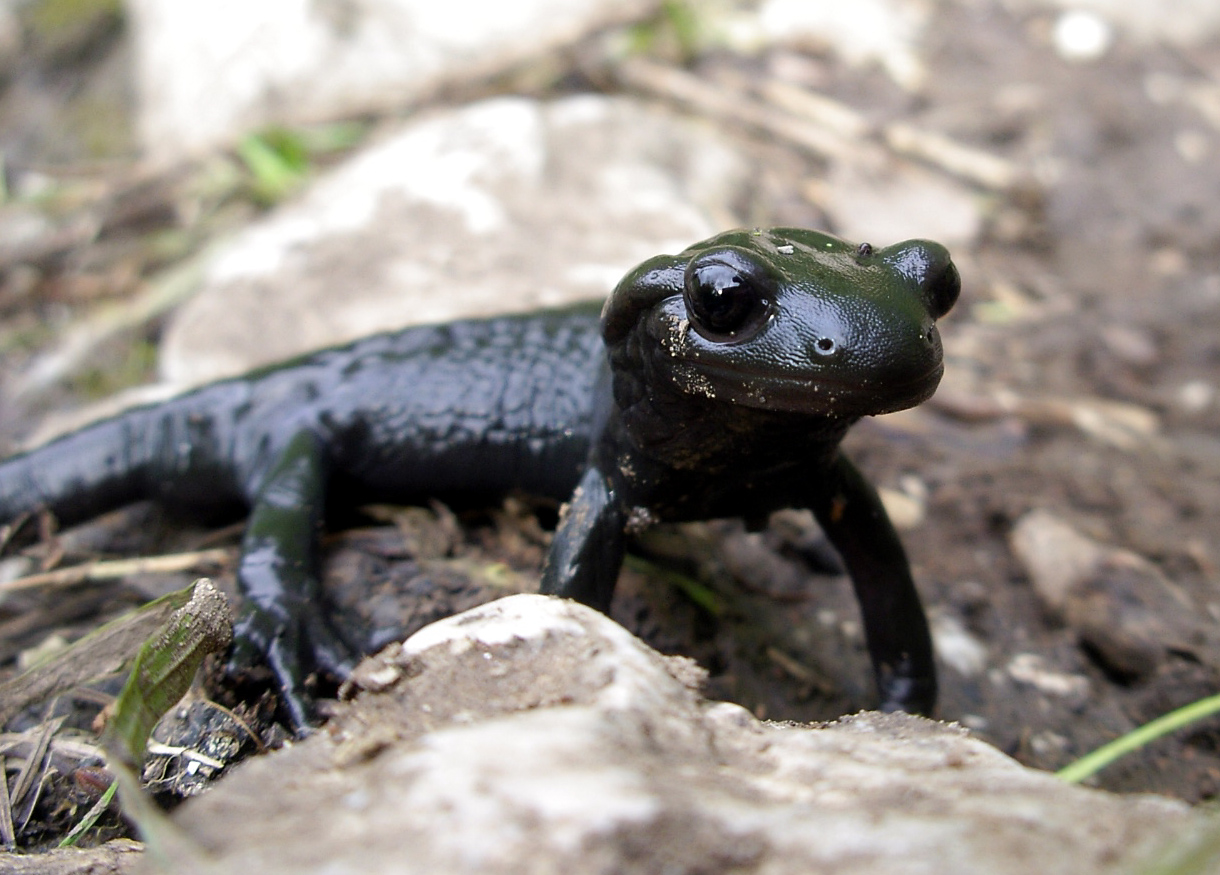
Alpensalamander

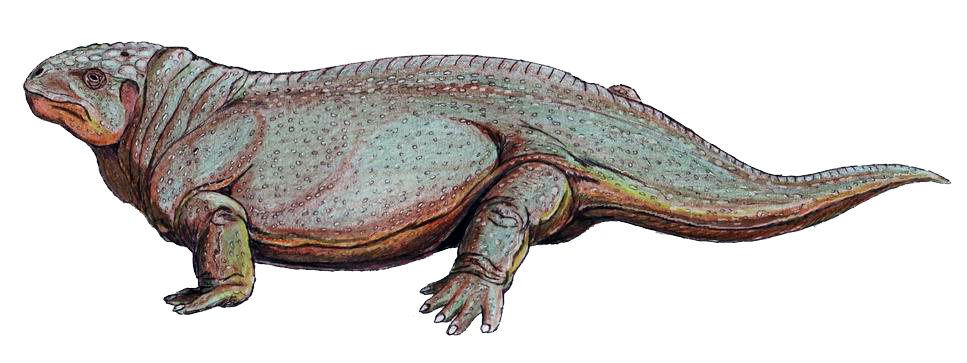
Diadectes

Früher nahm man an, dass die Vorfahren der Landwirbeltiere heute als Fossilien erhaltene Quastenflosser waren, die im Ober-Devon auf vier gestielten, muskulösen, quastenartigen Flossen aus dem Wasser ans Ufer krochen, um sich über kurze Strecken an Land zu bewegen. Die Gewässer seien damals immer öfter ausgetrocknet und die Fische genötigt gewesen, sich aufs Land zu begeben, um neue Lebensräume zu erobern. Aus den auf diesen Landgängen benutzten Flossen hätten sich im Rahmen der Makroevolution dann die Beine der Amphibien entwickelt.
Neueren Erkenntnissen zufolge lebten die ersten systematisch zu den Landwirbeltieren gezählten Tiere, deren Nachfahren dann schließlich vor 365 Millionen Jahren das Land eroberten, noch im Wasser – ihre Beine entwickelten sich also dort. Die eigentlichen Vorfahren dieser Tiergruppe waren danach Verwandte der Lungenfische, die sich mit vier bereits beinähnlichen Gliedmaßen auf dem mit Wasserpflanzen bewachsenen Sumpfboden von Süßgewässern bewegten. Der rund 365 Millionen Jahre alte fischähnliche Panderichthys besitzt zum Beispiel Knochen, die seine enge Verwandtschaft mit den Landwirbeltieren verraten.  Auch Acanthostega belegt, dass sich die vier Gliedmaßen der Landwirbeltiere bereits im Wasser entwickelten. Seine Vorder- und Hinterextremitäten sind so gebaut, dass die Knochen den schweren Körper auf dem Land nicht hätten tragen können. Zudem atmete Acanthostega noch über Kiemen und nicht über Lungen, war also eindeutig ein Wassertier, das sich mit vier Beinen im Wasser bewegte.

## Systematik

### Äußere Systematik
Phylogenetisch gehören die Landwirbeltiere zu den Fleischflossern (Sarcopterygii), einer Klasse der Knochenfische. In der traditionellen Systematik werden allerdings nur die Quastenflosser und die Lungenfische zu den Fleischflossern gezählt. Quastenflosser und Lungenfische sind phylogenetisch näher mit den Landwirbeltieren verwandt als mit den übrigen Knochenfischen.
Nach den tatsächlichen Abstammungsverhältnissen sind die Landwirbeltiere als Gruppe der Knochenfische anzusehen. Traditionell werden sie aber nicht zu den Knochenfischen gerechnet. Die Knochenfische im traditionellen Sinn – ohne Landwirbeltiere – sind eine paraphyletische Gruppe. Um die Unklarheit des Begriffs „Knochenfische“ zu vermeiden, wird in der Phylogenie oft der Ausdruck Knochenkiefermäuler (Osteognathostomata) benutzt, der die „Knochenfische“ und die Landwirbeltiere einschließt.
- Wirbeltiere (Vertebrata)
  - Kiefermäuler (Gnathostomata)
    - Knochenkiefermäuler (Osteognathostomata)
      - Fleischflosser (Sarcopterygii)
        - Coelacanthimorpha
          - Quastenflosser (Coelacanthiformes)

        - Dipnotetrapodomorpha
          - Lungenfische (Dipnoi)
          - Tetrapodomorpha
            - † Eusthenopteron
            - † Panderichthys
            - † Tiktaalik
            - Landwirbeltiere (Tetrapoda)

### Innere Systematik
Die Landwirbeltiere sind eine monophyletische Gruppe. Man unterscheidet traditionell vier Klassen (hier fett hervorgehoben). Die basalen Tetrapoda, die früher als Amphibien angesehen wurden, werden heute meistens im Sinne der Kladistik keiner der vier Klassen zugeordnet.
Kladogramm nach Benton 2007:
- Landwirbeltiere (Tetrapoda)
  - † Ventastega
  - † Metaxygnathus
  - † Acanthostega
  - † Ichthyostega
  - † Tulerpeton
  - Kronengruppentetrapoda, alle Karbon und später
    - † Colosteidae
    - † Crassigyrinus
    - † Whatcheeriidae
    - † Baphetidae
    - † Temnospondyli / Batrachomorpha
      - Moderne Amphibien Position unsicher

    - unbenanntes Monophylum
      - † Lepospondyli
      - Reptiliomorpha
        - † Anthracosauria
        - Batrachosauria
          - † Seymouriamorpha
          - † Diadectomorpha
          - Amniota
            - Reptilien
              - Vögel

            - Synapsiden
              - Säugetiere